# 김옹
김옹(金甕, 1984년 8월 25일 ~ )은 대한민국의 배우이다.

## 주요 이력
1984년 8월 25일, 서울 동작구 흑석동에서 당시 신흥실업전문대학 행정학과 1년 재학중이던 가수 겸 작곡가 김종환(본명 김길남, 1966년 서울 마포구 아현동 출생)과 그의 아내인 김민주(아명 김금숙, 1962년 강원도 춘천 출생)이 아직 결혼 이전 연애를 하던 중에 그들의 첫째딸로 출생한 그녀는 한때 경기도 고양과 강원도 홍천과 강원도 춘천에서 잠시 유년기를 보낸 적이 있고 이후 초등학교 재학 시절에 부모의 정식 결혼을 목도하였다.
2002년 피자 헛 CF 광고 모델 첫 데뷔하였고 2003년 연극배우 데뷔하였으며 2005년 뮤지컬배우 데뷔하였고 2006년 KBS 한국방송공사 TV 시리즈에 첫 출연하였다.

## 학력
- 상명대학교 연극학과 학사

## 출연작

### CF 광고
- 2002년 《한국 피자 헛》
- 2014년 《한국 피자 헛》 ... with 김창완 & 이혜빈 & 지수연

### 연극
- 2003년 《리어 왕》 ... 코델리아 공주 역(조연)
- 2008년 《우동 한 그릇》

- 2009년 《브리튼을 구출하라》

### 뮤지컬
- 2005년 《캣츠 포에버》
- 2008년 《운수 좋은 날》

### TV 시리즈
- 2006년 KBS TV 소설 《순옥이》